# Lauris
Lauris este o comună în departamentul Vaucluse din sud-estul Franței. În 2009 avea o populație de 3.537 de locuitori.

## Evoluția populației
| An        | 1975  | 1982  | 1990  | 1999  | 2006  | 2009  |
| --------- | ----- | ----- | ----- | ----- | ----- | ----- |
| Populație | 1.620 | 1.810 | 2.571 | 3.102 | 3.283 | 3.537 |